# Saturnino Yebra
Saturnino Roberto Yebra (18 giugno 1919 – ...) è stato un calciatore argentino, di ruolo difensore.

## Caratteristiche tecniche
Difensore centrale destro roccioso.

## Carriera

### Club
Crebbe nel Rosario dove giocò insieme a De Zorzi e Ricardo, compagni anche nella vittoriosa nazionale del 1945.

### Nazionale
Giocò in Nazionale una sola partita nel 1945 e gli bastò questa presenza per vincere il Campeonato Sudamericano de Football.

## Palmarès

### Nazionale
- Campeonato Sudamericano de Football: 1

Cile 1945